# مينغ هونغواي
مينغ هونغ وي (Meng Hongwei 孟宏伟) ولد نوفمبر 1953 هو سياسي صيني، والرئيس السابق للمنظمة الدولية للشرطة الجنائية الإنتربول.

## حياته
ولد مينغ هونغواي في نوفمبر 1953 في هيلونغجيانغ، الصين، ثم تخرج من جامعة بكين، حيث تخصص في القانون وبدأ عمله السياسي في ديسمبر 1972.

## مناصب تولاها
- شغل منغ منصب نائب وزير الأمن العام، ومدير خفر السواحل الصيني.
- في 18 مارس 2013، تم تعيينه نائباً لمدير إدارة الدولة في المحيطات في الصين.
- في 10 نوفمبر 2016، انتُخب رئيسًا لـ الإنتربول، حتى يوم 7 أكتوبر 2018.

## اختفاؤه
في 5 أكتوبر أعلنت زوجة هوانغوي اختفاء زوجها، ولم ترد وزارة الخارجية الصينية على طلب فرانس برس توضيح الأمر. وبحسب ما أوردت صحيفة «تشاينا مورنينغ بوست» الصادرة في هونغ كونغ، فإن هونغوي موضع تحقيق في الصين، وقد تكون السلطات «اقتادته حال هبوطه» في المطار، الأسبوع الماضي، لأسباب لا تزال غامضة. وفتحت الشرطة الفرنسية تحقيقًا حول اختفائه، وقالت باريس إنها تتحرى الأمر، وعبرت عن «قلقها» من تهديدات تلقتها زوجته. وقالت وزارة الداخلية الفرنسية، الجمعة: «بعد سؤال مكتب اتصال الإنتربول ببكين، لم تقدم السلطات الصينية حتى الآن توضيحات»، مشيرة إلى استمرار الاتصال مع السلطات الصينية.
ذكر بيان للإنتربول أن المنظمة «على علم بالتقارير الإعلامية حول الاختفاء المزعوم لرئيس الإنتربول مينغ هونغوي»، وأن «هذا شأن السلطات المختصة في فرنسا والصين... ومكتب السكرتير العام للإنتربول لن يعلق بأكثر من ذلك».
أعلن الانتربول أنه تلقى استقالة هوانغواي وعُين نائبه الكوري الجنوبي كيم جونغ يانغ قائمًا بأعمال الرئيس.